# ウダヤナ
ウダヤナ（Skt：udayana、訳：出愛・日子など）は、インドのコーサンビー（サンスクリット: कौशाम्बी kauśāmbī / パーリ語: kosambī、憍賞弥国）の王である。釈迦在世中の仏教を保護した王として知られる。漢字では優填（うでん）もしくは于闐（うでん）、また優陀延（うだえん）と音写する。
なお『増一阿含経』五王品には、波斯匿王・毘沙王・優填王・悪生王・優陀延王の5人の王名が挙げられており、優填王と優陀延王は別人ともされる。『四分律』には優陀延王は拘睒弥国（コーサンビー）の王とする。

## 仏典での伝説
『優填王経』などによると、以下の通り。
拘深（こうしん、コーサンビー）国の摩因提（まいんだい、マーガンディヤ）という人に、無比（アヌパマー）という容姿端麗な娘がいた。諸国の王が無比を求めたが摩因提はこれを許さず、釈迦仏に奉るつもりでいた。しかし釈迦仏がこれを認めなかったので、国王の優陀延の後宮に入れた。このことで王は摩因提を大臣に命じ、無比を寵愛し宮殿を建設した。しかしのちに無比は王に誣告し正室皇后を弓矢で殺そうと画策した。正后は仏を一念していたのでその矢が居抜かず、反対に王の前に飛んできた。これを見た王は釈尊のもとに参じて懺悔し帰依した。
また王が寝ている間に賓頭盧（ピンドーラ・バーラドヴァージャ）尊者が説法したことを知るや、黒蟻の巣を尊者に這わせて苦しめるなどしたが、尊者は忍辱により動じなかったので、仏道に引き入れられたともいう。
『四分律』では、以下の通り。
釈迦仏がコーサンビーに在したある時、王は賓頭盧尊者を尊重し、常に住して求法問訊した。ある時、尊者が起立して王を迎えなかったことを、不信楽のバラモンの大臣が見て悪心をもって王に告げると、王は「明日、まさに往くべし。もし起立せずば賓頭盧の命を奪うべし」といった。翌朝、賓頭盧尊者がはるかに王が来るのを見て便ち遠く迎え、先呼し、「善来大王」といった。王は「昨日はなぜ立って迎えなかった」と問うと、尊者は「汝の為なり」と答えた。王は「「何が我が為か」と問うと、「昨日は善心をもって来られたが、今日は悪心をもって来られた、もし我が立たなければ、まさに我が命を奪うだろう。もし我が命を奪えば地獄に堕ちる。もし立って迎えれば、汝は王位を失うであろうが、むしろ王位を失うことになろうとも地獄に堕ちるようにすべきではない（寧當令失王位。不令墮地獄。）と考えたので起立して迎えた」と答えた。王は「いつ王位を失うのか」と問うと、「却って7日の後に必ず王位喪失す」と答えた。王は驚いて帰り、城を修治し集兵し警備した。しかし7日を過ぎても敵が現れず、尊者の言を否定し多くの采女（うねめ）と船に乗り遊戯したが、慰禅王国の波羅珠提王に捕えられ、7年間も禁固されたといわれる。
『増一阿含経』巻28には、釈尊が母の摩耶夫人に説法するため三十三天に昇った時、王が仏を拝することができず悲しんで病気になり、その勅命で牛頭栴檀をもって五尺の釈迦仏の尊像を刻ましめたところ、病気が平癒したとある。このことから、これが仏教における最初の仏像造立ともいわれる。
日蓮は、これらの故事などを理由にウダヤナを悪王と判断しているとされる。
なお、京都の嵯峨清涼寺の釈迦仏像は、このウダヤナ王の勅命による第二の像を模刻したものといわれる。

## 文学作品
ウダヤナ王は多数の文学に登場する。
『ブリハットカター』の主人公にあたるナラヴァーハナダッタはウダヤナ王とウッジャイン王の娘ヴァーサヴァダッターの子である。『ブリハットカター』のカシミール系の伝本である『カター・カリット・サーガラ』では、カウシャーンビー王ウダヤナはウッジャイン王に囚われるが、そこでウッジャイン王の娘ヴァーサヴァダッターにヴィーナーの演奏を教えるうちに恋が生まれ、ナダーギリという象に乗って駆け落ちする。このふたりから生まれたのが物語の主人公である。またマガダ国王の娘であるパドマーヴァティーとも結ばれる。
バーサの作品と伝えられる戯曲『スヴァプナ・ヴァーサヴァダッター』は、ウダヤナ王とヴァーサヴァダッターの恋愛を主題とする。
ハルシャ・ヴァルダナ王は3篇の演劇を作ったとされるが、そのうち『ラトナーヴァリー』（英語版）は、カウシャーンビー王ウダヤナとラトナーヴァリーの恋愛を主題とする。